# مارتن پلا
 مارتن پلا (انگلیسی: Martin Plaa؛ ۱۲ مارس ۱۹۰۱ – ۲۹ مارس ۱۹۷۸) یک تنیس‌باز اهل فرانسه بود. 